# Arbën Xhaferi
Arbën Xhaferi (mac. Арбен Џафери, ur. 24 stycznia 1948 w Tetowie, zm. 15 sierpnia 2012 w Skopje) – północnomacedoński filozof i polityk, założyciel Demokratycznej Partii Albańczyków i jej przewodniczący w latach 1997-2007.

## Życiorys
Ukończył studia filozoficzne na Uniwersytecie Belgradzkim. Pracował następnie w Prisztinie w Radiotelewizji Prisztina do 1990 roku; został z niej zwolniony z powodów politycznych.
W 1994 roku wrócił do Tetowa, leżącego w granicach niepodległej już Republiki Macedonii. W 1997 roku założył reprezentującą albańską mniejszość  Demokratyczną Partię Albańczyków. Z jej ramienia uzyskał mandat poselski do Zgromadzenia Republiki Macedonii w wyniku wyborów parlamentarnych w 2002 roku. Wcześniej był jednym z sygnatariuszy porozumienia pokojowego z Ochrydy z 2001 roku, na mocy którego zakończono konflikt w Tetowie.
W czerwcu 2007 zrzekł się funkcji przewodniczącego Demokratycznej Partii Albańczyków z powodów zdrowotnych; zmagał się z zespołem Parkinsona.
8 sierpnia 2012 roku Xhaferi zapadł w śpiączkę po krwotoku śródmózgowym, w wyniku czego zmarł 15 sierpnia o godzinie 15:50. Następnego dnia odbył się jego pogrzeb.

## Życie prywatne
Miał z żoną Violetą dwoje dzieci: Vlorę i Iliri.